# Засоби для лікування ожиріння

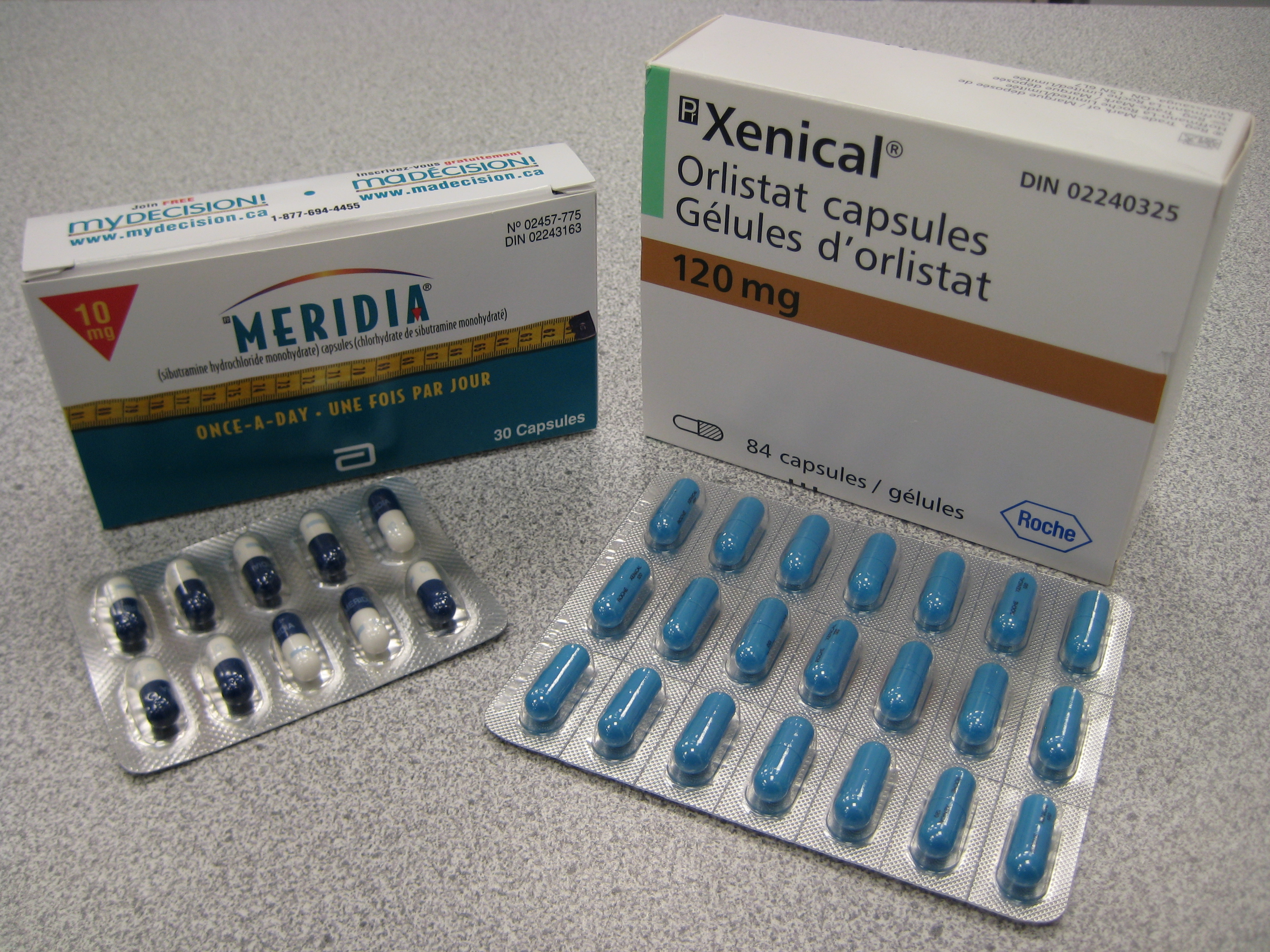
Орлістат (Ксенікал), найпоширеніший препарат для лікування ожиріння, і сибутрамін (Меридіа), препарат, який було вилучено через серцево-судинні побічні ефекти

Засоби проти ожиріння або ліки для схуднення є фармакологічними агентами, які зменшують або контролюють надлишок жиру в організмі. Ці ліки змінюють один із фундаментальних процесів людського тіла - регуляцію ваги, шляхом: 
- зниження апетиту та, як наслідок, споживання енергії
- збільшення витрат енергії
- перенаправлення поживних речовин із жирової до нежирової тканини
- перешкоджання засвоєнню калорій. [1] [2] [3]

Препарати для схуднення були розроблені з початку XX століття, і багато з них були пізніше заборонені або вилучені з ринку через несприятливі ефекти, включаючи смерть. Деякі препарати виявилися неефективними. На початку 2020-х років для лікування ожиріння стали популярні агоністи рецепторів GLP-1.
Препарати ліраглутид,  налтрексон/бупропіон,  орлістат,  семаглутид  і тирзепатид  схвалені Управлінням з продовольства і медикаментів США (FDA) для контролю ваги в поєднанні з низькокалорійною дієтою та підвищеною фізичною активністю. Станом на 2022 рік жодні ліки не були настільки ефективним для тривалого зниження ваги, як баріатрична хірургія. 

## Механізми дії

### Споживання енергії
- Агоністи рецепторів 5-HT2C знижують апетит, впливаючи на рецептори серотоніну в гіпоталамусі. [10] Лорказерин (Belviq) був схвалений FDA для схуднення, але був вилучений з ринку, оскільки клінічні випробування безпеки показали підвищену частоту раку. [11]
- Антагоністи канабіноїдних рецепторів були розроблені для лікування ожиріння, оскільки дослідники помітили, що агоністи канабіноїдів (такі як ТГК, основний фармакологічно активний компонент канабісу), підвищують апетит. Однак деякі препарати цього класу, такі як римонабант, були вилучені з виробництва через занепокоєння щодо психічного здоров’я та самогубств. Більш селективні препарати, деякі з них знаходяться на стадії розробки, які діють лише на периферичні тканини, а не на мозок — можуть досягти цього результату з меншою кількістю несприятливих ефектів. [12] [13]
- Агоністи GLP-1, такі як тирзепатид, семаглутид і ліраглутид, уповільнюють спорожнення шлунка, а також мають неврологічно обумовлений вплив на апетит. [14] Невідомо, чи діють агоністи GLP-1 або подвійні/потрійні агоністи GLP-1 та/або рецепторів глюкагону чи GIP виключно шляхом зменшення споживання енергії чи вони також збільшують витрати енергії. [15]
- Сетмеланотид є агоністом рецептора меланокортину 4 і використовується у людей з певними рідкісними генетичними захворюваннями, які спричиняють ожиріння. Він менш ефективний і не схвалений при загальному ожирінні. [16]
- Деякі препарати для зниження ваги впливають на нейромедіатори серотонін, дофамін і норадреналін, знижуючи апетит. [17]

### Витрати енергії
- Адренергічні агоністи, які діють на бета-2 адренергічні рецептори, збільшують витрати енергії. Хоча деякі агенти, такі як кленбутерол, використовуються для схуднення без медичного дозволу, жоден не отримав схвалення для цього показання через серцеві ризики. [18] [19] Дія амфетамінів, також опосередковуються бета-2 адренорецепторами. [20] [17] Ефедрин (та споріднені сполуки, які також є активними інгредієнтами в препаратах ефедри) виявляють свою дію прямо чи опосередковано як адренергічні агоністи. [21]
- 2,4-динітрофенол, який був знятий з виробництва, збільшує витрату енергії шляхом зниження ефективності мітохондрій (агент роз’єднання). [18] Проліки динітрофенолу, HU6, були протестовані в клінічних випробуваннях для зниження ваги та жирової хвороби печінки. [22]
- Агоністи рецептора фактора росту фібробластів-21 і препарати, що підвищують активність FGF-21, досліджуються при захворюваннях, пов’язаних з ожирінням. Вони можуть збільшити витрати енергії, і деякі з них були випробувані на людях. [23] [24]
- Гормони щитоподібної залози, також підвищують витрати енергії, але їх перестали використовувати для схуднення через серцеві ризики та інші побічні ефекти. [18] Селективні тиреоміметики, які впливають на бета-рецептор гормону щитоподібної залози, можуть проявляти деякі з корисних термогенних ефектів гормонів щитоподібної залози з меншою кількістю несприятливих ефектів, але жоден із них не отримав схвалення станом на 2023 рік. [15]

### Комбінована дія
- Аналоги аміліну можуть як зменшувати споживання енергії, так і збільшувати витрати. Їх можна поєднувати з аналогами лептину для синергічного ефекту. [25] [26] У клінічних дослідженнях подвійний агоніст рецепторів аміліну та кальцитоніну кагрілінтид у поєднанні із семаглутидом був більш ефективним у сприянні зниженню ваги ніж семаглутид окремо. [27] [28]
- Агоністи рецепторів глюкагону зменшують споживання енергії та збільшують її витрати у людей. Вони можуть спричинити гіперглікемію, тому їх рекомендується комбінувати з гіпоглікемічним препаратом, таким як агоніст рецептора GLP-1 або GIP. [29] [30]

### Інші механізми
- Бімагрумаб, експериментальний препарат, працює шляхом пригнічення дії міостатину, який обмежує розмір скелетних м’язів. Препарат продемонстрував здатність одночасно збільшувати м’язову масу та зменшувати жирову масу у людей із ожирінням, що є корисним, оскільки він зберігає або збільшує витрати енергії, одночасно знижуючи ризики, пов’язані із надлишком жиру. [18]
- Орлістат (Ксенікал) і цетилістат зменшують всмоктування жиру в кишечникові шляхом пригнічення панкреатичної ліпази, ферменту, який розщеплює тригліцериди в кишечнику. Без цього ферменту тригліцериди з їжі не можуть гідролізуватися до вільних жирних кислот, що засвоюються, та виводяться неперетравленими. [31] Часті жирні випорожнення (стеаторея) є можливим побічним ефектом використання орлістату. Спочатку доступний лише за рецептом, він був схвалений FDA для безрецептурного продажу в лютому 2007 року. [32] Дослідження 2-ї фази 2010 року показало, що цетилістат статистично значуще знижує вагу та переноситься краще, ніж орлістат. [33]
- Інгібітори SGLT2 викликають втрату 60-100 г глюкози з сечею щодня і пов’язані з помірною, стійкою втратою ваги на 1,5-2 кг у людей з діабетом 2-го типу. Втрата ваги була менша, ніж очікувалося, через компенсаторне збільшення споживання енергії, але може посилюватись у поєднанні з використанням агоністів рецепторів GLP-1. [34]

## Історія
Перші описані в письмових джерелах спроби схуднення були зроблені Сораном Ефеським, грецьким лікарем у другому столітті нашої ери. Він призначив еліксири проносних і послаблюючих, а також тепло, масаж і вправи. Такі методи залишалися основою лікування ожиріння протягом більш ніж тисячі років. Лише в 1920-1930-х роках почали з’являтися нові методи лікування.
Завдяки своїй ефективності при гіпотиреозі тиреоїдний гормон став популярним засобом лікування ожиріння у людей з нормальною функцією щитоподібної залози. Він мав помірний ефект, але викликав симптоми гіпертиреозу, такі як серцебиття та проблеми зі сном.  2,4-динітрофенол (DNP) був представлений у 1933 році, діяв шляхом роз'єднання біологічного процесу окисного фосфорилювання в мітохондріях, змушуючи їх виробляти тепло замість АТФ. У деяких пацієнтів DNP викликав катаракту. Передозування викликало смертельну гіпертермію. Після прийняття Закону про харчові продукти, ліки та косметику в 1938 році FDA заборонила DNP. 
Амфетаміни стали популярними для схуднення наприкінці 1930-х років. Вони працювали в основному, пригнічуючи апетит, і мали інші корисні ефекти, такі як підвищення пильності. Вживання амфетамінів зросло протягом наступних десятиліть з кульмінацією у вигляді «райдужних таблеток для схуднення».  Це була комбінація кількох таблеток, які, як вважалося, допомагали схуднути і приймалися протягом дня. Типові схеми включали стимулятори, такі як амфетаміни, а також гормони щитовидної залози, діуретики, наперстянку, проносні засоби та часто барбітурати для пригнічення несприятливих ефектів стимуляторів.  У 1967/1968 рр. низка смертей, пов’язаних із таблетками для схуднення, викликала розслідування в Сенаті США та поступове запровадження більших обмежень на ринку.  Хоча "райдужні" таблетки для схуднення були заборонені в США наприкінці 1960-х років, вони знову з’явилися в Південній Америці та Європі в 1980-х роках. 
Фентермін був схвалений FDA у 1959 році, а фенфлурамін – у 1973 році. На початку 1990-х два дослідження показали, що комбінація препаратів була більш ефективною, ніж кожен сам по собі. Так званий "Фен-фен" набув популярності у Сполучених Штатах з понад 18 мільйонів рецептів у 1996 році.  Пізніше з’явилися докази того, що ця комбінація може спричинити захворювання клапанів серця у 30% користувачів, що призвело до вилучення Фен-фену та дексфенфлураміну з ринку у вересні 1997 року. 
На початку 2020-х років агоністи рецепторів GLP-1, такі як семаглутид або тирзепатид, стали настільки популярними ліками для схуднення, що це спричинило їх дефіцит у пацієнтів, яким ці ліки призначали для лікування діабету 2-го типу, їх початкового показання.  

## Споживачі
FDA Сполучених Штатів Америки та Європейське агентство з лікарських засобів схволює ліки для зниження ваги для дорослих з індексом маси тіла (ІМТ) не менше 30 або індексом маси тіла не менше 27 із принаймні одним супутнім захворюванням, пов’язаним із вагою. Вважається, що ця популяція пацієнтів має достатньо високі вихідні ризики для здоров’я, щоб виправдати використання ліків проти ожиріння.  
Американська академія педіатрії раніше не підтримувала використання ліків для схуднення у підлітків, але випустила нові рекомендації в 2023 році. Тепер вони рекомендують розглянути можливість використання ліків для зниження ваги у деяких дітей із надмірною вагою віком від 12 років.  Європейське агентство з лікарських засобів схвалило семаглутид для дітей віком від 12 років, які мають ІМТ у межах 95-го процентиля для свого віку та вагу щонайменше 60 кг.   Однак агоністи GLP-1 можуть бути економічно неефективними в цій популяції. 

## Ліки

### Ліки, схвалені у США
FDA схвалює ліки від ожиріння як додаткову терапію до дієти та фізичних вправ для людей, для яких зміна способу життя не призводить до достатньої втрати ваги. Семаглутид (Wegovy) схвалений FDA для хронічного контролю ваги.  У рекомендаціях FDA сказано, що терапія може бути схвалена, якщо вона призводить до втрати ваги, статистично значуще більшої, ніж плацебо, і, як правило, принаймні 5% від маси тіла протягом шести місяців, що відбувається переважно за рахунок жирової маси.   Деякі інші ліки для зниження ваги, що відпускаються за рецептом, є психостимуляторами, які рекомендуються лише для короткочасного використання, і тому вони обмежено корисні для пацієнтів, яким може знадобитися зниження ваги протягом місяців або років.  Станом на 2022 рік не існує засобів, які допомагають пацієнтам підтримувати втрату ваги 
Станом на 2022 рік не було ліків, які б за ефективністю дорівнювали баріатричній хірургії для тривалої втрати ваги та покращення результатів для здоров’я. 
| Непатентована назва  | Бренд(и)           | Механізм дії                                               | Поточний статус FDA | Втрата ваги при дослідженні (при найвищій дозі) |
| -------------------- | ------------------ | ---------------------------------------------------------- | --- | ----------------------------------------------- |
| Семаглутид           | Wegovy, Ozempic    | агоніст рецептора GLP-1                                    | Дозволений для хронічного контролю ваги | 12%                                             |
| Фентермін/топірамат  | Qsymia             | Фентермін є амфетаміном, механізм дії топірамату невідомий | Дозволений для короткочасного контролю ваги                                                                                                 | 10% або 8,25 кг                                 |
| Налтрексон/бупропіон | Contrave           |                                                            | Дозволений для хронічного контролю ваги в США та ЄС                                                                                         | 5%                                              |
| Ліраглутид           | Saxenda            | Агоніст рецептора GLP-1                                    | Дозволений для хронічного контролю ваги | 4%                                              |
| Железис 100          | Plenity            | Оральний гідрогель                                         | Дозволений для хронічного контролю ваги, але Американська гастроентерологічна асоціація рекомендує обмеження споживання через брак доказів. | 2%                                              |
| Орлістат             | Xenical            | Інгібітор абсорбції                                        | Дозволений для хронічного контролю ваги | 3 кг                                            |
| Фентермін            |                    | Замінник амфетаміну                                        | Дозволений для короткочасного контролю ваги                                                                                                 | 5 кг                                            |
| Метамфетамін         | Desoxyn            | Замінник амфетаміну                                        | Дозволений для короткочасного контролю ваги                                                                                                 |                                                 |
| Тирзепатид           | Mounjaro/ Zepbound | Подвійний Агоніст рецептора GLP-1 та GIP                   | Дозволений для хронічного контролю ваги | 18.4%                                           |

### Вилучено з ринку
| Назва                                            | Бренд                                              | Механіз дії                                            | Поточний статус | Втрата ваги при дослідженні (при найвищій дозі) |
| ------------------------------------------------ | -------------------------------------------------- | ------------------------------------------------------ | --- | ----------------------------------------------- |
| Лорказерин                                       | Belviq                                             | Агоніст рецептора 5-HT2C                               | Вилучений з причин безпеки | 6.25%                                           |
| Сибутрамін                                       | Meridia                                            | Селективний інгібітор зворотного захоплення серотоніну | Вилучений з причин серцевого ризику | 19.7%                                           |
| Римонабант                                       | Acomplia, Zimulti                                  | Антагоніст рецепторів канабіоїдів                      | Вилучений з причин безпеки | 2,6-6,3 кг                                      |
| Фенфлурамін                                      | Fintepla, Pondimin                                 | Вивільнення серотоніну                                 | Вилучений з причин безпеки | -                                               |
| Фенфлурамін/фентермін (Фен-фен)                  | Pondimin                                           |                                                        | Вилучений з причин безпеки | 13.9%                                           |
| Дексфенфлурамін                                  | Redux                                              | Вивільнення серотоніну                                 | Вилучений з причин безпеки | 3,5 кг                                          |
| 2,4-динітрофенол                                 |                                                    | Роз'єднування окислювального фосфорилювання            | Вилучений з причин безпеки | 7,8 кг                                          |
| Ефедрин                                          |                                                    | Адренергічний агоніст                                  | Дозволений для лікування бронхіальної астми                                                                                                 | 1,9 кг                                          |
| Комбінація ефедрину і кофеїну, іноді з аспірином |                                                    | Адренергічний агоніст                                  | | 4-6 кг                                          |
| Препарати ефедри                                 | Витяжка з рослини, продавалася як дієтична добавка | Містить ефедрин, адренергічний агоніст                 | Заборонені у 2004 з міркувань безпеки | 0,9 кг/місяць                                   |
| Солі амфетаміну                                  | Obetrol                                            |                                                        | Дозволені у 1960, заборонені у 1973. Аддералл був пізніше дозволений для лікування розладу дефіциту уваги та гіперактивності та нарколепсії |                                                 |
| Фенілпропаноламін                                |                                                    |                                                        | Заборонений у 2005 через ризик геморагічного інсульту                                                                                       | 1,5 кг                                          |

### Ніколи не були схвалені
| Назва препарату        | Торгова назва (імена) | Механізм дії                                                      | Поточний статус FDA                            | Втрати ваги при дослідженні (при найвищій дозі) |
| ---------------------- | --------------------- | ----------------------------------------------------------------- | ---------------------------------------------- | ----------------------------------------------- |
| Ретатрутид             |                       | Потрійний агоніст рецепторів GLP-1, GIP і глюкагону               | У клінічних випробуваннях                      | 24% відсотки в дослідженні II фази              |
| Ексенатид              | Б'єтта                | Агоніст рецептора GLP-1                                           | Дозволено при діабеті 2 типу                   | 2,5 кг                                          |
| Цетилістат             |                       | Інгібітор всмоктування                                            | Не схвалено                                    | 1,5 кг                                          |
| Тезофензин (NS2330)    |                       | Інгібітор зворотного захоплення серотоніну-норадреналіну-дофаміну | Не схвалено                                    | 10,6%                                           |
| Метформін              | Глюкофаж              | Невідомий                                                         | Дозволено при діабеті 2 типу                   | 5,6%                                            |
| Кагрілінтід            |                       | Подвійний агоніст рецепторів аміліну та кальцитоніну (DACRA)      | Не затверджено                                 | 7,8%                                            |
| Кагрілінтид/семаглутид | CagriSema             | Комбінація агоністів DACRA/GLP-1                                  | У клінічних випробуваннях                      | 15,4% через 32 тижні                            |
| Маздутид               |                       | Подвійний агоніст рецепторів GLP-1 і глюкагону                    | Успішно пройшов ІІІ фазу клінічних випробувань | 14,84 % через 48 тижнів                         |

## Безпека і побічні ефекти
Деякі препарати проти ожиріння можуть мати серйозні, навіть летальні побічні ефекти, відомим прикладом є Фен-фен, що викликає аномальні ехокардіограми, проблеми з серцевими клапанами та рідкісні захворювання клапанів.  З 25-ти препаратів проти ожиріння, вилучених з ринку між 1964 і 2009 роками, 23 діяли шляхом зміни функцій хімічних нейромедіаторів у мозку. Найпоширенішими побічними ефектами цих препаратів, які призвели до їх заборони, були психічні розлади, серцеві побічні ефекти, зловживання або залежність. Смертельні випадки були пов'язані з сімома продуктами.  Препарати ефедри були вилучені з ринку США в 2004 році через побоювання, що вони підвищують артеріальний тиск і можуть призвести до інсультів і смерті. 